# 井坂仁美
井坂 仁美（いさか ひとみ、1992年2月27日 - ）は、日本の歌手、舞台女優。有限会社グランディア、MITギャザリング所属。仮面ライダーGIRLSのメンバー。

## 来歴
2010年10月、東映、日本コロムビア、エイベックス・エンタテインメントによる3社合同イベント『スーパーヒーローミュージックスタジオ VOL.0』の出演者として、「仮面ライダーGIRLS」の名を発表。結成は同年11月29日、オーディションにより名倉、吉住、廣川、井坂、安田の5人が選ばれる。同年11月29日に『スーパーヒーローミュージックスタジオ VOL.0』でデビューした。
2011年4月、ファーストシングル『Let's Go RiderKick 2011』をリリース。
2016年に仮面ライダーGIRLSから吉住、安田の2名が卒業して以降は唯一の初期メンバーであり、仮面ライダーGIRLSのリーダーとしてグループを引っ張っている。

## 人物
- 仮面ライダーGIRLSでは元仮面ライダーオーズ担当[5]で、担当カラーは緑[6]。『ラジレンジャー』での担当カラーはピンク[7]。
- 特技はバドミントン、水泳[8]。
- 愛犬の名前は「アンク」。元担当でもあった『仮面ライダーオーズ/OOO』に登場するアンクに由来している[9]。
- 好きなアニメは、スタジオジブリ作品、『ママレード・ボーイ』、『クレヨンしんちゃん』、『名探偵コナン』[10]。

## 出演

### 舞台
- AGN@Enthenaプロデュース『The Red Moon Night〜月が飛ぶ夜〜』（2017年2月22日 - 26日、新宿村LIVE） - マリア 役[11]
- LoKi First Produce 舞台『III GD』（2017年9月20日 - 24日、築地本願寺ブディストホール） - 主演：スリープ / アンミン 役[注釈 1][12]
- Rave Amenity 初本公演2018『サプライズって大っ嫌い!?』（2018年6月20日、大塚ドリームシアター）
- Rave Amenity 8月定期公演（2018年8月5日、新宿ドリームストア）
- 劇団バルスキッチン 第4回公演『青春フルスロットル』（2018年9月6日 - 8日、コフレリオ 新宿シアター） - 谷口理子 役（ダブルキャスト）[13]
- 劇団ToyLateLie 第7回本公演『7×1』（2018年10月11日 - 14日、シアターグリーン BIG TREE THEATER） - 高柳雅子 役[14]
- RAVE AMENITY 第2回公演2018『クリスマスって大っ嫌い!?』（2018年12月21日 - 24日、大塚ドリームシアター）
- 劇団バルスキッチン 第6回公演『歌舞伎町ビターナイト』（2019年1月16日 - 20日、バルスタジオ） - 鬼嶋小夜 役[15]
- 劇団バルスキッチン 第7回公演『どぎまぎメモリアル』（2019年3月27日 - 31日、バルスタジオ） - 野原亜紀 役[16]
- 劇団バルスキッチン 第8回公演『迷宮ディテクティブ』（2019年5月22日 - 26日、バルスタジオ） - 都築麗奈 役[17]
- ご町内デュエル（2019年7月31日 - 8月4日、バルスタジオ） - ヒロイン：沙織 役[18]
- 劇団バルスキッチン 第9回公演『青春フルスロットル』（2019年8月28日 - 9月1日、バルスタジオ） - 貝原玲子 役
- LoKi Produce Vol.3『GIRLS FOREVER?』（2019年9月26日 - 29日、築地本願寺ブディストホール） - 主演：スリープ 役[注釈 1][19]
- 劇団バルスキッチン 第10回公演『歌舞伎町シュガーナイト』（2019年11月20日 - 24日、バルスタジオ） - 鬼嶋小夜 役
- 劇団ToyLateLie 第10回本公演『君は嘘と知らない』（2019年12月18日 - 22日、新宿シアターモリエール） - 木村りえ 役
- 劇団わ 本公演『Happy Spell』（2020年1月7日 - 12日、新宿村LIVE） - シトナ 役
- 劇団バルスキッチン 第11回公演『どぎまぎメモリアル』（2020年3月4日 - 8日、バルスタジオ） - 藤浪志織 役[20]
- 劇団SUTTHINEE 第8回公演『ドリーミードリーマー』（2020年6月17日 - 21日、コフレリオ 新宿シアター） - 大島真紀 役[21]
- 劇団バルスキッチン 第12回公演『ぬいぐるみスピリット』（2020年5月20日 - 24日[注釈 2] 2021年2月17日 - 21日、バルスタジオ） - ギルダ 役[22]
- 劇団バルスキッチン 第15回公演『商店街グランドリオン』（2020年7月29日 - 8月2日[注釈 2] 2021年7月21日 - 25日、シアターグリーン BIG TREE THEATER） - リオン 役[23]
- 劇団バルスキッチン 第16回公演『歌舞伎町ビターナイト』（2021年9月29日 - 10月3日、バルスタジオ） - 鬼嶋小夜 役[24]
- 萬腹企画 13杯目『音霊戦隊ディスクレンジャー2021』（2021年10月27日 - 31日、d-倉庫） - ゆかり 役[25]
- 劇団バルスキッチン 第17回公演『歌舞伎町シュガーナイト』（2021年12月1日 - 5日、バルスタジオ） - 鬼嶋小夜 役[26]
- 劇団バルスキッチン 第19回公演『どん底ボトムアウト』（2022年1月12日 - 16日[注釈 2] 2022年5月4日 - 8日、バルスタジオ） - 峰岸智絵 役[27]
- 萬腹企画 14杯目『ハガネノコドウ A-E』（2022年5月19日 - 22日、あうるすぽっと） - 撫子ハルカ 役[28]
- 劇団バルスキッチン 第21回公演『ほぼほぼ心霊スポット』（2022年9月14日 - 19日、バルスタジオ） - 荒川さつき 役[29]
- 風都探偵 The STAGE（2022年12月29日 - 2023年1月25日、サンシャイン劇場 / 梅田芸術劇場 シアター・ドラマシティ）[30]
- 劇団バルスキッチン 第24回公演『どぎまぎメモリアル』〜どぎどぎピンクバージョン〜（2023年3月21日 - 26日、バルスタジオ） - 藍堂瑠衣 役[31]
- 劇団バルスキッチン  第25回公演『どぎまぎメモリアル』〜まぎまぎブルーバージョン〜（2023年4月5日 - 9日、バルスタジオ） - ヒロイン：藤原楓 役[32]
- 舞台「志立彩色女学院アイドル科」（2023年5月24日 - 28日、バルスタジオ） - 渋木紫乃 役[33]
- 劇団バルスキッチン 第26回公演『夢ぼくろファンタジア』（2023年6月21日 - 25日、バルスタジオ） - 大島真紀 役[34]
- 舞台「志立彩色女学院アイドル科」（2023年9月13日 - 18日、バルスタジオ） - 渋木紫乃 役[35]
- 劇団バルスキッチン 第30回公演『歌舞伎町シュガーナイト』（2023年11月1日 - 5日、バルスタジオ） - 聖夜 役[36]
- 劇団バルスキッチン 第31回公演『浅草プロローグ』（2024年1月24日 - 28日、バルスタジオ） - 仁科由紀子 役[37]
- 劇団わ 本公演 ミュージカル『Happy Spell』（2024年2月21日 - 25日、中目黒キンケロ・シアター） - シトナ 役[38]
- 劇団バルスキッチン 第34回公演『強くてコンティニュー』（2024年4月24日 - 28日、シアターグリーン BIG TREE THEATER） - 主演：竹内愛 役[注釈 3][39]
- 第21回 東出有貴プロデュース記念公演『シの輪舞曲（）』（2024年5月3日 - 6日、ウエストエンドスタジオ） - 片野葵 役[40]
- 劇団わ 本公演『僕のヒーロー願望』（2024年6月5日 - 9日、中目黒キンケロ・シアター） - ヒロイン：野崎綾瀬 役[41]
- 劇団バルスキッチン 第35回公演『ほぼほぼ心霊スポット』（2024年7月10日 - 15日、バルスタジオ） - 宇和桜子 役[42]
- 修羅王丸外伝「闇闘演舞伝」（2024年8月7日 - 12日、ポケットスクエア 劇場MOMO）[43]
- 劇団バルスキッチン 第36回公演 第36回池袋演劇祭参加作品[注釈 4]『商店街グランドリオン』（2024年9月11日 - 16日、シアターグリーン BIG TREE THEATER） - マヨーネ 役[45]
- 劇団バルスキッチン 第37回公演『歌舞伎町ビターナイト』（2024年10月23日 - 27日、バルスタジオ） - 鬼嶋小夜 役[46]
- 劇団わ 本公演 『GORILLA〜ヒューマノイドホライズン〜』（2024年11月27日 - 12月1日、中目黒キンケロ・シアター） - ガイラ 役[47]
- 劇団バルスキッチン 第39回公演『歌舞伎町ホーリーナイト』（2024年12月18日 - 22日、バルスタジオ） - 鬼嶋小夜 役[48]
- 第23回 東出有貴プロデュース『LOST SWORD』（2025年4月3日 - 6日、すみだパークシアター倉） - レイン 役[49]
- 劇団バルスキッチン 第40回公演『どぎまぎメモリアル』（2025年4月23日 - 29日、バルスタジオ） - ヒロイン：藤原楓 役[50]
- 第24回 東出有貴プロデュース『Long believe』（2025年5月8日 - 11日、上野ストアハウス） - 森蘭丸 役[51]
- 劇団バルスキッチン 第41回公演『夢ぼくろファンタジア』（2025年6月4日 - 8日、バルスタジオ） - 小林亜子 役[52]
- 劇団わ 本公演『バック・トゥ・ザ・君の笑顔』三部作（2025年7月 - 8月〈予定〉、中目黒キンケロ・シアター） - モイラ 役[53]
  - バック・トゥ・ザ・君の笑顔（7月17日 - 22日）
  - バック・トゥ・ザ・君の笑顔〜お江戸でござる〜（7月25日 - 30日）
  - バック・トゥ・ザ・君の笑顔〜ロボットって笑うっけ？〜（8月2日 - 8日）
- 劇団バルスキッチン 第43回公演『商店街グランドリオン』（2025年9月3日 - 7日〈予定〉、あうるすぽっと） - 魔法使いルーマ 役[54]

### ライブ・イベント
- りぷっThena 舞台『The Red Moon Night』（2017年2月13日） - キャストでゲスト出演

### テレビドラマ
- 仮面ライダードライブ 第2・13・14話（2014年10月12日・2015年1月11日・18日、テレビ朝日） - 如月仁奈 役
- 仮面ライダーガッチャード 第41話（2024年6月23日、テレビ朝日） - ヒナ 役

### オリジナルビデオ
- ドライブサーガ 仮面ライダーチェイサー（2016年4月20日、東映ビデオ） - 如月仁奈 役

### テレビ番組
- スッキリ!!（2013年8月1日、日本テレビ）
- 全力坂（テレビ朝日） - No.1330 港区赤坂 転坂、No.1333 港区赤坂 薬研坂
- 吉田山田のドレミファイル♪（2017年8月26日、テレビ神奈川）

### ラジオ番組
- 仮面ライダーガールズWEB RADIO「タイトルは未定です!」（2012年9月 - 、インターネットラジオ）[55]
- 東映公認 鈴村健一・神谷浩史の仮面ラジレンジャー（2012年10月 - 、文化放送） - アシスタント[56][57]
- 大竹まこと ゴールデンラジオ!（2013年3月15日、文化放送） - ゲスト出演
- パラレルドリームのアイドルサークル（2016年8月20日、FM Fuji） - ゲスト出演
- レッツゴー!仮面ライダーGIRLS（2017年4月 - 、ラジオ日本）
- 渋谷 DE もっさんタイム（2018年4月26日 、渋谷クロスFM） - ゲスト出演[58]

### Webドラマ
- オーズ10th 仮面ライダーバース バースX誕生秘話（2022年7月3日、東映特撮ファンクラブ）
- ヨドンナ3 ヨドンナのバレンタイン（2023年3月5日、東映特撮ファンクラブ） - 女の子1 役
- およげないん 京都激闘篇 第3話（2025年2月9日、東映特撮ファンクラブ） - ヒトミ 役